# جوع (رواية)
جوع هي الرواية الثالثة عشر للروائي والقاص المصري محمد البِساطي. صدرت الرواية لأوّل مرة عام 2007 عن دار الآداب للنشر والتوزيع في لبنان. تُرجمت الرواية إلى اللغة الإنجليزية والفرنسية والألمانية، ودخلت في القائمة النهائية «القصيرة» للجائزة العالمية للرواية العربية لعام 2009, المعروفة بجائزة «بوكر».

## حول الرواية
تعكس أحداث الرواية أحوال قرى الريف المصري الغارقة في معاناتها من الفقر والجوع والمرض والتهميش، ويطرح من خلالها صورة عاكسة لما تمثله معاناتها من بيئة مناسبة لانتشار الجهل والخرافة وتسطيح العقول والأفكار. فرواية «جوع» لا تقف عند حدود لقمة العيش، وإنما تتضمن أيضًا كل أصناف الجوع المعنوي إضافة للجوع المادي، كل هذا ينطبق تماماً على أسر القرية، وعلى عائلة «زغلول» على وجه الخصوص.

## إقتباسات من الرواية
«زاهر» (الأبن) في «فرن عبّاس» مع عبده الفرّان:
| جوع (رواية) | - هو واقف يحدق إلى المدخل بعتمته الخفيفة، ولج طاولة منزوية، فوقها لوحة من كشر العيش، ما تخلف من الخبيز، رآه عندما اقترب وقد خطر له أنه ربما استطاع أن يأخذ القليل منه ولن يرفض صاحب الفرن، أرغفة معوجة، وأخرى احترق جانب منها، الكسر كثيرة، أرغفة تسقط أثناء إخراجها من الفرن أو نقلها إلى الطاولات. مد يده وتناول لقمة، وجاء صوت من الداخل المعتم: - - خذ لوعايز... تعال اكنس الفرن واملأ حجرك. | جوع (رواية) |

## ترجمة الرواية
تُرجمت هذه الرواية إلى العديد من اللغات، فيما يلي أبرز تلك الترجمات:
- الإنجليزية التي طبعت مرتين عام 2008 و2014 عن منشورات الجامعة الأمريكية في القاهرة، وقد قام بترجمتها إلى الإنجليزية المترجم البريطاني دنيس جونسون ديفز.[12][13]
- والفرنسية التي طبعت عام 2011 عن «دار أكت سود», وقد قامت بترجمتها إلى الفرنسية المترجمة الفرنسية «إدْويج لامبرت».[14][15]
- والألمانية صدرت عام 2010 عن «دار لينوس» في مدينة بازل السويسرية، وقد قام بترجمتها إلى الألمانية الألماني «هارتموت فندريش».[16]